# ثورة اللوتس الأبيض
ثورة اللوتس الأبيض (بالصينية:川|楚|白|蓮|敎|起|義) كان تمردًا بدأه أتباع حركة اللوتس البيضاء في عهد سلالة تشينغ الصينية الحاكمة. بدأ التمرد في عام 1794م، عندما بدأت مجموعات كبيرة من المتمردين الذين ينتمون لحركة اللوتس الأبيض بالتمرد داخل المنطقة الجبلية التي تفصل بين مقاطعات سيتشوان وهوبي وشنشي. مما يُذكر أن خبير فنون الدفاع عن النفس والعلاج بالأعشاب وانغ لون قاد تمردًا سبق التمرد الأخير عام 1774م، في مقاطعة شاندونغ شمال الصين إلا أن تمرده فشل.
وهذا أيضًا ما حل بتمرد 1794م فقد تمكن جنود الحكومة الصينية في عام 1804م من القضاء عليه بعد سلسلة من الحروب والمناوشات، إلا أنه ورغم فشله شكل نقطة تحول في تاريخ سلالة تشينغ. حيث ضعفت سيطرة الأسرة الحاكمة وكثر السخط عليها وتضاءل نموها الاقتصادي حتى سقطت في النهاية بحلول القرن التاسع عشر. وتشير التقديرات إلى أن التمرد تسبب في مقتل حوالي 100.000 من المتمردين.

## جماعة اللوتس البيضاء
كان السبب الرئيسي لتمرد اللوتس الأبيض هو الإحتجاج على الضرائب، وكان المحرك الرئيسي لهذه الثورة جماعة اللوتس البيضاء، وهي جماعة دينية سرية. تعود بداية تكون هذه الجماعة إلى القرن الرابع عشر عندما كانت الصين تحت حكم أسرة يوان المغولية. كان أول تمرد لهم في عام 1352م ودعي آنذاك بتمرد العمائم الحمر، وبعد أكثر من 30 عامًا من الحروب تمكن زعيمهم هونغوو من غزو شمال الصين واحتل عاصمة سلالة يوان في عام 1387م، وكان اسمها آنذاك خان بالق (بكين الحالية). وعلى يد هونغوو نشأت سلالة مينغ. عاودت جماعة اللوتس البيضاء الظهور في وقت لاحق في أواخر القرن الثامن عشر على شكل حركة صينية ملهمة.
كانت هناك تمردات وثورات أخرى في أرجاء الصين رمى البرجوازيون والبيروقراطيين التهم لها والصقوها بجماعة زهرة اللوتس البيضاء، رغم عدم وجود دليل كافٍ على ذلك. فسر عالم الصينيات الهولندي بي جاي تير هار مصطلح اللوتس الأبيض بأنه كان يستخدم أساسًا من قبل البيروقراطيين في عهد أسرتي مينغ وتشينغ لوصف حركات المتمردين، والممارسات الدينية الشعبية التي تمزج بين البوذية والمانشوية وتؤمن بعقيدة المليارية. وبحسب تير هار، من الواضح أن المتمردين «جماعة اللوتس الأبيض» في الفترة التي حدثت بين 1796 و 1804 لم يستخدموا مصطلح «اللوتس الأبيض» للإشارة إلى أنفسهم أو حركتهم. إنما استخدم هذا المصطلح خلال الاستجوابات الحكومية، وسمي بالسجلات آنذاك باسم «تمرد اللوتس الأبيض».

## التاريخ

### انتفاضة وانغ لون
في عام 1774م، بدأت تتبلور طائفة مشابهة لجماعة اللوتس الأبيض، وظهرت تعاليم باكوا في شكل تأمل تحت الأرض في الكهوف والمغارات وذلك في مقاطعة شاندونغ، القريبة من بكين بالقرب من مدينة لينتشنغ. قاد وانغ لون انتفاضة تمكنت من الاستيلاء على ثلاث مدن صغيرة وفرضت حصارًا على مدينة لينتشينغ، وهي في موقع استراتيجي على طريق النقل عبر القناة الكبرى بين الشمال والجنوب.
فشل وانغ لون لأنه لم يقم بأي محاولات لزيادة الدعم الشعبي ولملم يوزع الغنائم المحتجزة ولا الإمدادات الغذائية، ولم يخفف العبء الضريبي. لذلك لم تعد عنده قاعدة دعم جماهيرية، وتحت ضغط القوات الحكومية أجبر على الفرار بسرعة من جميع المدن الثلاث التي هاجمها.على الرغم من أنه سيطر ومر على منطقة يسكنها ما يقرب من مليون فلاح، إلا أن جيشه لم يتعدى 4000 جندي، العديد منهم كان مكرهًا على ذلك.

### تمرد اللوتس الأبيض
في عام 1794، نشأت حركة مماثلة في المنطقة الجبلية التي فصلت مقاطعة سيتشوان عن مقاطعتي هوبي وشنشي في وسط الصين، في البداية كاحتجاج على الضرائب. قادت جماعة اللوتس الأبيض المستوطنين الفقراء إلى التمرد، اكتسب التمرد النهائي دعمًا متزايدًا وتعاطفًا من العديد من الناس العاديين. ازداد التمرد من حيث العدد والقوة، وأصبح في نهاية المطاف مصدر قلق خطير للحكومة.

### إخماد الثورة
أرسل الإمبراطور تشيان لونغ (حكم من 1735 إلى 1796) ضابطين كبار هما هيلين وفو كان غان لقمع الانتفاضة، غير أنهما هزما وقتلا من الثوار رغم عدم تنظيم الثوار وقلة الخبرة عندهم. بعد وفاة الاثنين في المعركة عام 1796م، أرسلت حكومة تشينغ ضباطًا جددًا، لكن لم ينجح أي منهم. بعد عام 1800م، تبنت حكومة تشينغ تكتيكات جديدة أسست ميليشيات محلية (توان) للمساعدة في تطويق وتدمير اللوتس البيضاء. أمر الإمبراطور تشيان لونغ بعدم استخدام جيوش الأعلام الثمانية، سواء كانت لافتات مانشو أو هان ضد الانتفاضات الداخلية، لذلك اعتمد تشينغ بشكل رئيسي على جيش الهان الأخضر الصيني وميليشيات أخرى لقمع التمردات.

أقر قادة تشينغ لقمع التمرد بصعوبة إخماد ثورة اللوتس الأبيض. حيث استخدمت عصابات اللوتس الأبيض بشكل أساسي تكتيكات حرب العصابات، لم يكن من الممكن تمييزها فعليًا عن السكان المحليين. كما اشتكى أحد ضباط تشينغ فقال: 
 المتمردون كلهم رعايانا. إنهم ليسوا مثل بعض القبائل الخارجية... التي يمكن ترسيمها بواسطة حدود إقليمية وتحديدها بملابسها ولغتها المميزة. . . عندما يجتمعون ويعارضون الحكومة، يصبحون متمردين. عندما يتفرقون ويغادرون، يصبحون مدنيين مرة أخرى. 
 بدون أي عدو واضح للقتال، جنح جبيش الحكومة الصينية للوحشية ضد المدنيين أكثر. فلقبت قواة الحكومة بـ «اللوتس الأحمر».
تبع ذلك برنامج منهجي للتهدئة مثل إعادة توطين السكان في مئات القرى المكدسة وتنظيمهم في ميليشيات. في المرحلة الأخيرة، جمعت سياسة قمع تشينغ بين السعي وإبادة عصابات المتمردين مع برنامج العفو عن الفارين.فنجحت السلطات الإمبراطورية بقمع تمرد اللوتس الأبيض في عام 1805م باستخدام مزيج من السياسات العسكرية والاجتماعية. تم إرسال ما يقرب من 7000 من جنود الأعلام الثمانية من منشوريا بالاشتراك مع جنود الجيش الأخضر النظامي من قويتشو ويوننان بالإضافة إلى عشرات الآلاف من المرتزقة المحليين.
كما استولى الإداريون على الكتب الدينية المذهبية التي تستخدمها الجماعات الدينية ودمروها. أحد هؤلاء المسؤولين هو هوانغ يوبيان (黃育楩)، الذي دحض الأفكار الموجودة في الكتب المقدسة مع وجهات نظر كونفوشيوسية وبوذية أرثوذكسية في تفنيد مفصل 破邪詳辯 (破邪詳辯 Pōxié Xiángbiàn)، الذي كتب عام 1838. أصبح هذا الكتاب منذ ذلك الحين مصدرًا لا يقدر بثمن في فهم معتقدات هذه الجماعات.
أدت نهاية تمرد اللوتس الأبيض في عام 1804 أيضًا إلى وضع نهاية لأسطورة المناعة التي لا تقهر في مانشو، مما قد يساهم في زيادة تواتر التمرد في القرن التاسع عشر. استمرت اللوتس البيضاء في النشاط، وربما أثرت على التمرد المحلي الكبير التالي، انتفاضة الثمانية ثلاثية عام 1813 .
طوال عشرينيات وثلاثينيات القرن التاسع عشر، كانت منطقة الحدود بين خنان وآنهوي تعاني بشكل دائم من ثورات جماعة اللوتس الأبيض، في كثير من الأحيان في الدوري مع رجال المنطقة ومهربي الملح. وتأثر العديد من الثوار بأفكار جماعة اللوتس الأبيض مثل، جماعة باكوا وجماعة سياط النمر، وييخوان (الملاكمون).

## ميراث والتأثير
بعد ثمانية وأربعين عامًا، درس دزينج جوفان واستلهم أساليب حكومة تشينغ خلال تمرد اللوتس الأبيض أثناء قمعه تمرد تايبينغ. [بحاجة لمصدر]